# IC 4503
IC 4503 ist eine Balken-Spiralgalaxie vom Hubble-Typ SBa im Sternbild Bärenhüter am Nordsternhimmel, die schätzungsweise 470 Millionen Lichtjahre von der Milchstraße entfernt ist.
Das Objekt wurde am 10. Mai 1904 von Royal Harwood Frost entdeckt.